# مارسیا جونز-دود
مارسیا جونز-دود (انگلیسی: Marcia Jones-Smoke؛ زادهٔ ۱۸ ژوئیهٔ ۱۹۴۱) ورزشکار اهل ایالات متحده آمریکا است.
وی در مسابقات کشوری و بین‌المللی در مجموع برندهٔ ۳ مدال طلا، ۱ مدال برنز شده‌است.